# 溫厝廍溪橋
臺鐵縱貫線溫厝廍溪橋，是臺灣鐵路公司柳營車站與林鳳營車站之間的鐵路橋梁。跨越龜子港大排，第一代及第二代橋梁分別於1903年及1969年建成。交通部臺灣鐵路管理局目前正在新建第三代橋暨其前後路段高架化工程，已於2022年5月21日跨22日先切換東正線通車並停用第二代橋，2024年6月1日跨2日進行西正線永久軌軌道切換，至此改建全數完工通車。

## 歷史與設計

### 第一代橋
1895年日本統治台灣後，除了改建原北部之清代鐵路以外，並自1899年起由南、北兩端建設縱貫線，南部路線由臺灣總督府鐵道部打狗出張所從打狗往北鋪設，1901年初路線推進到灣裡（今善化）～新營間，在跨越現在龜子港大排的地方先建臨時橋應急。俟後灣裡～新營間曾文溪與急水溪的臨時橋完工後，於1901年12月16日開始行駛營業列車。
灣裡～新營間通車後，本橋第一代橋於1902年9月15日開工，原名芝曆溪橋，僅1橋孔，長60呎，同年12月30日竣工，上部結構為鈑梁、下部結構為紅磚橋台。
本橋在1938年更名為溫厝廍溪橋。

### 第二代橋
戰後中華民國時期之臺灣鐵路管理局自1967年9月起分階段將縱貫線彰化～民雄間、嘉義～新市間之單線鐵路擴建為複線鐵路，於第一代橋東側緊鄰新建第二代橋。
第二代溫厝廍溪橋為單線上承式鋼鈑梁橋，長19公尺，僅1橋孔，橋台為RC造，於1969年完工，1970年6月隨新營與林鳳營間雙軌化通車而啟用，做為東正線，原則行駛南下列車。
二代橋於2022年5月22日配合第三代新橋切換東正線永久軌通車而停用，使用52年。

### 水患
2018年8月23日夜間持續超大豪雨，林鳳營與柳營間的溫厝廍溪橋受淹水影響，水位超過警戒線，21時50分起不開放東西正線列車通行。

### 第三代橋（現役）
由於溫厝廍溪橋結構已不符合鐵路橋梁耐震設計規範，同時為配合經濟部水利署易淹水地區水患治理計畫，須修改本橋前後鐵路線形，抬高本橋梁底高度2.2公尺。因此臺鐵局將本橋納入鐵路行車安全改善六年計畫，2018年4月29日開始進行改建工程，內容為路線東移高架化，消除柳營南方、竹源埤、農場路三處平交道，以提高鐵路行車安全性。
本橋改建工程由中興工程顧問公司設計監造，安倉營造公司承攬動土，森業營造公司施作UIC60無道碴道床及軌道鋪設，總工程費用新台幣9億3,750萬元，雙線橋梁設計，2022年5月21日跨22日進行第三代橋東正線永久軌軌道切換，2024年6月1日跨2日進行西正線永久軌軌道切換。

## 附註
1. ↑  《臺灣鐵道史》中卷原文作「芝歷溪橋」，應為「芝曆溪橋」之誤[5]。
2. ↑  「廍」（ㄅㄨˋ）指台灣早期的製糖所，非中文古有用字，而是閩粵移民來到台灣後發展出的語詞，台語讀音為「ㄆㄛphōo」[9]。